# Forest Rangers FC
Forest Rangers Football Club w skrócie Forest Rangers FC – zambijski klub piłkarski grający w zambijskiej pierwszej lidze, mający siedzibę w mieście Ndola.

## Sukcesy
- I liga[1]:
  - wicemistrzostwo (1): 2020.

- Coca-Cola Cup[2]:
  - zwycięstwo (1): 2005.

## Występy w afrykańskich pucharach
| Sezon     | Rozgrywki     | Runda   | Kraj  | Klub             | Dom | Wyjazd | Dwumecz |
| --------- | ------------- | ------- | ----- | ---------------- | --- | ------ | ------- |
| 2020/2021 | Liga Mistrzów | wstępna | Gabon | Bouenguidi Sport | 0–0 | 0–2    | 0–2     |

## Stadion
Domowe mecze klub rozgrywa na stadionie o nazwie Levy Mwanawasa Stadium w Ndoli, który może pomieścić 49800 widzów.

## Reprezentanci kraju grający w klubie od 1992 roku
Stan na maj 2023.
| - Taonga Bwembya - Isaac Chansa - Allan Chibwe - Willy Chinyama - Evans Chisulo - Eric William Chomba - Roderick Kabwe - Osward Kalamba - Morgan Kaoma - Owen Kaposa - Felix Katongo - Moyela Libamba - Conlyde Luchanga - Shadreck Malambo - Aston Mbewe - Nyambe Mulenga - Daudi Musekwa | - Christopher Musonda - Billy Mutale - Austin Muwowo - Webster Muzaza - Innocent Mwaba - Lameck Mwale - Bornwell Mwape - John Mwengani - Felix Nyaende - Masauso Zimba - Gift Zulu - Walter Bwalya - Ngasanya Ilongo - Cédric Djeugoué - Mathias Kigonya - Thomas Chideu - Tanaka Chinyahara |